# Адольф Вах
Едуард-Густав-Людвіг-Адольф Вах (відомий як Адольф Вах; нім. Adolf Wach; 11 вересня 1843, Кульм, Західна Пруссія (нині Хелмно, Польща) — 4 квітня 1926, Лейпциг) — німецький правник-процесуаліст, професор університетів у Кенігсбергу, Ростоці, Тюбінгені, Бонні і Лейпцигу.

## Життєпис
Вах народився в місті Кульм, Західна Пруссія, Королівство Пруссія (Хелмно, Польща) в родині Адольфа Леопольда Ваха (1804—1852), міського казначея Кульма, і Густави Вах, уродженої Сушланд (пом. 1870). Вах склав абітур у 1861 році в гімназії Кульма, після чого вивчав право в Берлінському університеті імені Гумбольдтів, Гайдельберзькому, Кенігсберзькому та Геттінгенському університетах.
У жовтні 1865 року він здобув ступінь доктора наук, а в 1868 році удосконалювався у Кенігсберзі.
1868—1869 років працював приват-доцентом з релігійного та цивільного процесуального права в Кенігсберзькому університеті. У 1869 році він став професором цивільного процесуального та кримінального права в Ростоцькому університеті, у 1871 році перейшов в Тюбінгенський університет, а 1872 року в Боннський університет. 1875—1920 років Адольф Вах був звичайним професором кафедри кримінального права, кримінального та цивільного процесуального права в Лейпцизькому університеті. Тут його обирали деканом юридичного факультету в 1878/79, 1885/86, 1890/91, 1894/95, 1900/01, 1908/09 та 1918/19 роках. 1902—1903 років він був ректором Лейпцизького університету.
Вах пішов у відставку в 1920 році і помер у Лейпцигу 4 квітня 1926 року. Його поховали поруч із дружиною в Гштайгвілері, Швейцарія, де він володів заміським шале.

## Родина
Був одружений з Елізабет (Лілі) Мендельсон (1845—1910), молодшою донькою Фелікса Мендельсона. У них було шестеро дітей, їхній син Хуго Вах став професором архітектури та орнаменту в Берлінському технічному університеті. Фелікс Вах, батько Йоахіма Ваха, став юристом і саксонським державним діячем . Родина Вах зберегла спадщину Фелікса Мендельсона у колекції листів, меблів та предметів мистецтва.

## Твори
- De transferenda ad firmarium advocatione, ex VII potissimum cap. X. de jur. patr. (III, 38) (дисертація, 1865)(лат.)
- Die Geschichte des italienischen Arrestprozesses (habil., 1868) (Історія італійських процесів арешту)(нім.)
- Handbuch des deutschen Civilprozessrechts, Leipzig 1885 (Довідник німецького цивільного процесуального права)(нім.)
- Die Beweislast nach dem bürgerlichen Gesetzbuch, Leipzig 1901 (Тягар доказування згідно з цивільним кодексом)(нім.)
- Struktur des Strafprozesses, München 1914 (Структура кримінальної справи)(нім.)[4][5]

## Визнання
- Королівський саксонський гехаймрат
- Орден Заслуг (Саксонія)
- Орден Церінгенського лева
- Орден Вендської корони
- Орден Полярної зірки (Швеція)
- Орден Корони Румунії[4]
- Почесний громадянин Вільдерсвіля[6]